# Кубок Білорусі з футболу 2006—2007
Кубок Білорусі з футболу 2006–2007 — 16-й розіграш кубкового футбольного турніру в Білорусі. Титул вперше здобув Динамо (Берестя).

## Календар
| Раунд        | Дата                     | Матчі | Клуби   |
| ------------ | ------------------------ | ----- | ------- |
| Перший раунд | 2-5 липня 2006           | 14    | 46 → 32 |
| 1/16 фіналу  | 10-13 серпня 2006        | 16    | 32 → 16 |
| 1/8 фіналу   | 20 вересня/4 жовтня 2006 | 16    | 16 → 8  |
| 1/4 фіналу   | 1/5 квітня 2007          | 8     | 8 → 4   |
| 1/2 фіналу   | 10 квітня/2 травня 2007  | 4     | 4 → 2   |
| Фінал        | 27 травня 2007           | 1     | 2 → 1   |

## Перший раунд
| Команда 1                    | Рахунок      | Команда 2                   |
| ---------------------------- | ------------ | --------------------------- |
| 2 липня 2006                 |              |                             |
| Лівадія (Дзержинськ) (3)     | 1:4          | Вертикаль (Калинковичі) (3) |
| 5 липня 2006                 |              |                             |
| Неман (Мости) (3)            | 2:3          | Ліда (2)                    |
| Кобрин (3)                   | 0:1          | Барановичі (2)              |
| Трудові резерви (Барань) (А) | 0:4          | Динамо-Белкард (Гродно) (3) |
| Комунальник (Жлобін) (3)     | 6:0          | ПМЦ-Постави (3)             |
| Осиповичі (3)                | 1:0          | Береза (2)                  |
| Савіт (Могильов) (3)         | 4:0          | Комунальник (Слонім) (2)    |
| Спартак (Шклов) (3)          | 4:1          | Молодечно (3)               |
| Горки (3)                    | 1:7          | Мікашевичі (2)              |
| Полісся (Козенки) (3)        | 0:3          | Полоцьк (2)                 |
| ДЮСШ Кіровськ (А)            | 2:6          | Хвиля (Пінськ) (2)          |
| Снов (3)                     | 1:2          | Хімік (Світлогорськ) (2)    |
| Орша-Белавтосервіс (3)       | 1:2          | Верас (Несвіж) (2)          |
| Хімік (Гродно) (А)           | 1:1 пен. 2:3 | Ведрич-97 (Річиця) (2)      |

## 1/16 фіналу
| Команда 1                   | Рахунок      | Команда 2              |
| --------------------------- | ------------ | ---------------------- |
| 10 серпня 2006              |              |                        |
| Хвиля (Пінськ) (2)          | 1:1 пен. 5:6 | Торпедо (Жодино)       |
| Хімік (Світлогорськ) (2)    | 1:2          | Дніпро (Могильов)      |
| Мінськ (2)                  | 3:2          | Нафтан                 |
| Савіт (Могильов) (3)        | 0:6          | МТЗ-РІПО               |
| Динамо-Белкард (Гродно) (3) | 1:2 дч       | Даріда                 |
| Комунальник (Жлобін) (3)    | 1:1 пен. 4:5 | Шахтар (Солігорськ)    |
| Сморгонь (2)                | 0:0 пен. 5:6 | Динамо (Берестя)       |
| Мікашевичі (2)              | 0:2          | Гомель                 |
| Осиповичі (3)               | 0:3          | Німан                  |
| 13 серпня 2006              |              |                        |
| Полоцьк (2)                 | 3:1 дч       | Мозир-ЗЛіН (2)         |
| Спартак (Шклов) (3)         | 4:0          | Зірка-БДУ (Мінськ) (2) |
| Ліда (2)                    | 0:1          | БАТЕ                   |
| Верас (Несвіж) (2)          | 2:2 пен. 3:4 | Локомотив (Вітебськ)   |
| Барановичі (2)              | 1:2 дч       | Локомотив (Мінськ)     |
| Вертикаль (Калинковичі) (3) | 0:4          | Динамо (Мінськ)        |
| Ведрич-97 (Річиця) (2)      | 2:2 пен. 3:0 | Білшина                |

## 1/8 фіналу
| Команда 1                | Заг. | Команда 2           | 1-й матч | 2-й матч |
| ------------------------ | ---- | ------------------- | -------- | -------- |
| 20 вересня/4 жовтня 2006 |      |                     |          |          |
| Полоцьк (2)              | 1:2  | Торпедо (Жодино)    | 1:0      | 0:2      |
| Мінськ (2)               | 5:2  | Дніпро (Могильов)   | 5:1      | 0:1      |
| Спартак (Шклов) (3)      | 1:6  | МТЗ-РІПО            | 1:3      | 0:3      |
| Даріда                   | 1:4  | БАТЕ                | 1:0      | 0:4      |
| Локомотив (Вітебськ)     | 2:5  | Шахтар (Солігорськ) | 1:1      | 1:4      |
| Динамо (Берестя)         | 7:2  | Локомотив (Мінськ)  | 4:1      | 3:1      |
| Ведрич-97 (Річиця) (2)   | 0:7  | Динамо (Мінськ)     | 0:4      | 0:3      |
| Гомель                   | 1:5  | Німан               | 0:2      | 1:3      |

## 1/4 фіналу
| Команда 1           | Заг. | Команда 2        | 1-й матч | 2-й матч |
| ------------------- | ---- | ---------------- | -------- | -------- |
| 1/5 квітня 2007     |      |                  |          |          |
| Мінськ              | 2:1  | Торпедо (Жодино) | 1:1      | 1:0      |
| МТЗ-РІПО            | 1:3  | БАТЕ             | 1:2      | 0:1      |
| Шахтар (Солігорськ) | 1:6  | Динамо (Берестя) | 0:2      | 1:4      |
| Німан               | 4:2  | Динамо (Мінськ)  | 1:2      | 3:0      |

## 1/2 фіналу
| Команда 1               | Заг. | Команда 2 | 1-й матч | 2-й матч |
| ----------------------- | ---- | --------- | -------- | -------- |
| 10 квітня/2 травня 2007 |      |           |          |          |
| Мінськ                  | 0:2  | БАТЕ      | 0:1      | 0:1      |
| Динамо (Берестя)        | 4:3  | Німан     | 2:2      | 2:1      |

## Фінал
| 27 травня 2007 |

| Динамо (Берестя) | 0:0      | БАТЕ |
| ---------------- | -------- | ---- |
|                  | Протокол |      |

| Стадіон «Динамо», Мінськ Глядачів: 9 500 Арбітр: Олександр Чебикін |

|                                                       |     | Пенальті                                            |  |
| Мозолевський · Цеван · Володько · Гогінашвілі · Сокол | 4:3 | Близнюк · Родіонов · Кривець · Стасевич · Федорович |  |